# Gland (dopływ Oise)
Gland – rzeka we Francji, przepływająca przez tereny departamentów Ardeny i Aisne, o długości 36,7 km. Stanowi dopływ rzeki Oise.